# Edificio situado en el número 56, allée de la Robertsau de Estrasburgo
El edificio situado en el número 56, allée de la Robertsau es un monumento histórico desde 1975 de Estrasburgo, en el Bajo Rin.